# Phoenicoprocta metachrysea
Phoenicoprocta metachrysea là một loài bướm đêm thuộc phân họ Arctiinae, họ Erebidae.